# Mistrzostwa Polski w Narciarstwie Alpejskim 2010
Mistrzostwa Polski w Narciarstwie Alpejskim 2010, właśc. Międzynarodowe Mistrzostwa Polski w Narciarstwie Alpejskim 2010 – 78. edycja mistrzostw, która odbyła się w międzynarodowej obsadzie się na stokach Jaworzyny Krynickiej w Krynicy-Zdroju w dniach 15–16 marca 2010 roku. Zawody w supergigancie zostały odwołane.

## Medaliści

### Mężczyźni
| Konkurencja   | Złoto                          | Wynik   | Srebro                               | Wynik   | Brąz                            | Wynik   |
| ------------- | ------------------------------ | ------- | ------------------------------------ | ------- | ------------------------------- | ------- |
| Slalom gigant | Maciej Bydliński Sokół Szczyrk | 1:42,93 | Wojciech Szczepanik AZS-AWF Katowice | 1:44,34 | Jakub Ilewicz AZS-AWF Katowice  | 1:44,90 |
| Slalom        | Maciej Bydliński Sokół Szczyrk | 1:28,70 | Jakub Ilewicz AZS-AWF Katowice       | 1:29,57 | Maciej Wadrzyk AZS-AWF Katowice | 1:30,28 |

### Kobiety
| Konkurencja   | Złoto                                    | Wynik   | Srebro                                    | Wynik   | Brąz                               | Wynik   |
| ------------- | ---------------------------------------- | ------- | ----------------------------------------- | ------- | ---------------------------------- | ------- |
| Slalom gigant | Agnieszka Gąsienica-Daniel Śmig Zakopane | 1:46,92 | Katarzyna Karasińska Eskulap Jelenia Góra | 1:48,26 | Karolina Chrapek Wisła Ustronianka | 1:49,81 |
| Slalom        | Katarzyna Karasińska SKS Jelenia Góra    | 1:33,03 | Agnieszka Gąsienica-Daniel Śmig Zakopane  | 1:33,67 | Anna Berezik AZS-AWF Kraków        | 1:36,09 |